# Шаламон
Шаламон (Шоломон; венг. Salamon, ок. 1052 — март 1087) — король Венгрии (1063—1074) из династии Арпадов. Сын Андраша (Эндре) I и Анастасии, дочери киевского князя Ярослава Мудрого.

## Биография

### Ранние годы

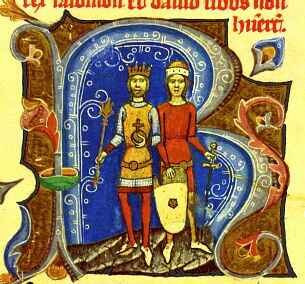
Шаламон и его младший брат Давид

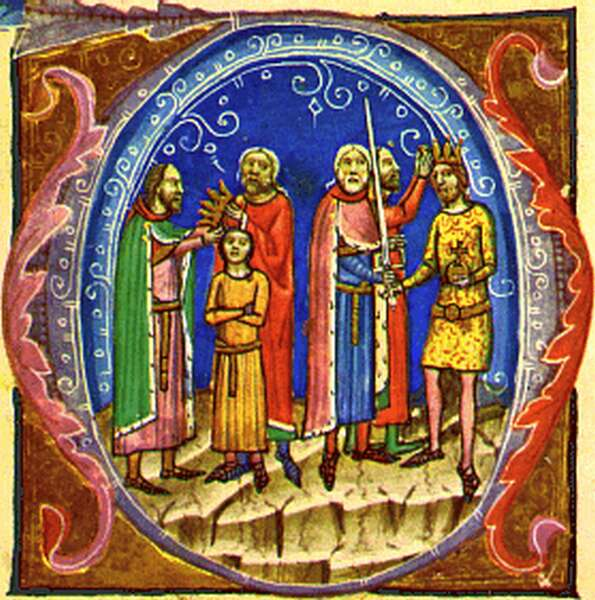
Коронация Белы I. Слева Шаломон, лишённый короны

Отец Шаламона, король Венгрии Андраш I (правил в 1046—1060), изначально намеревался завещать престол своему младшему брату Беле, но после рождения сына изменил завещание и вынудил Белу отказаться от прав на Венгерскую корону. В возрасте 5 лет Шаламон официально был провозглашен преемником своего отца, заранее коронован и помолвлен с дочерью Германского императора Генриха III Черного Юдит, которая была на 4 года его старше.
Воспользовавшись восстанием Венгерских язычников против насаждаемого королевской властью христианства, Бела призвал на помощь своего племянника со стороны жены, польского герцога Болеслава II Смелого, начал войну против своего брата-короля и сверг его с престола (1060). Андраш I умер от полученных в сражении ран в городе Зирце (1061), а Шаламон вместе с матерью был вынужден бежать в Германию.
Правление Белы I было недолгим. Менее чем через три года он погиб при туманных обстоятельствах: по легенде, под ним развалился трон. Смерть короля Белы и женитьба на Германской принцессе позволили Шаламону вернуть себе венгерскую корону с помощью немецких войск (декабрь 1063). Сыновья Белы I — Геза, Ласло и Ламберт (Ламперт) — не решились на войну со своим двоюродным братом и вынуждены были признать его королём, довольствуясь статусом правителей Нитранского Княжества, расположенного на севере страны. 11 апреля 1064 года Геза сам возложил корону на голову Шаламона в городе Пече.

### Правление

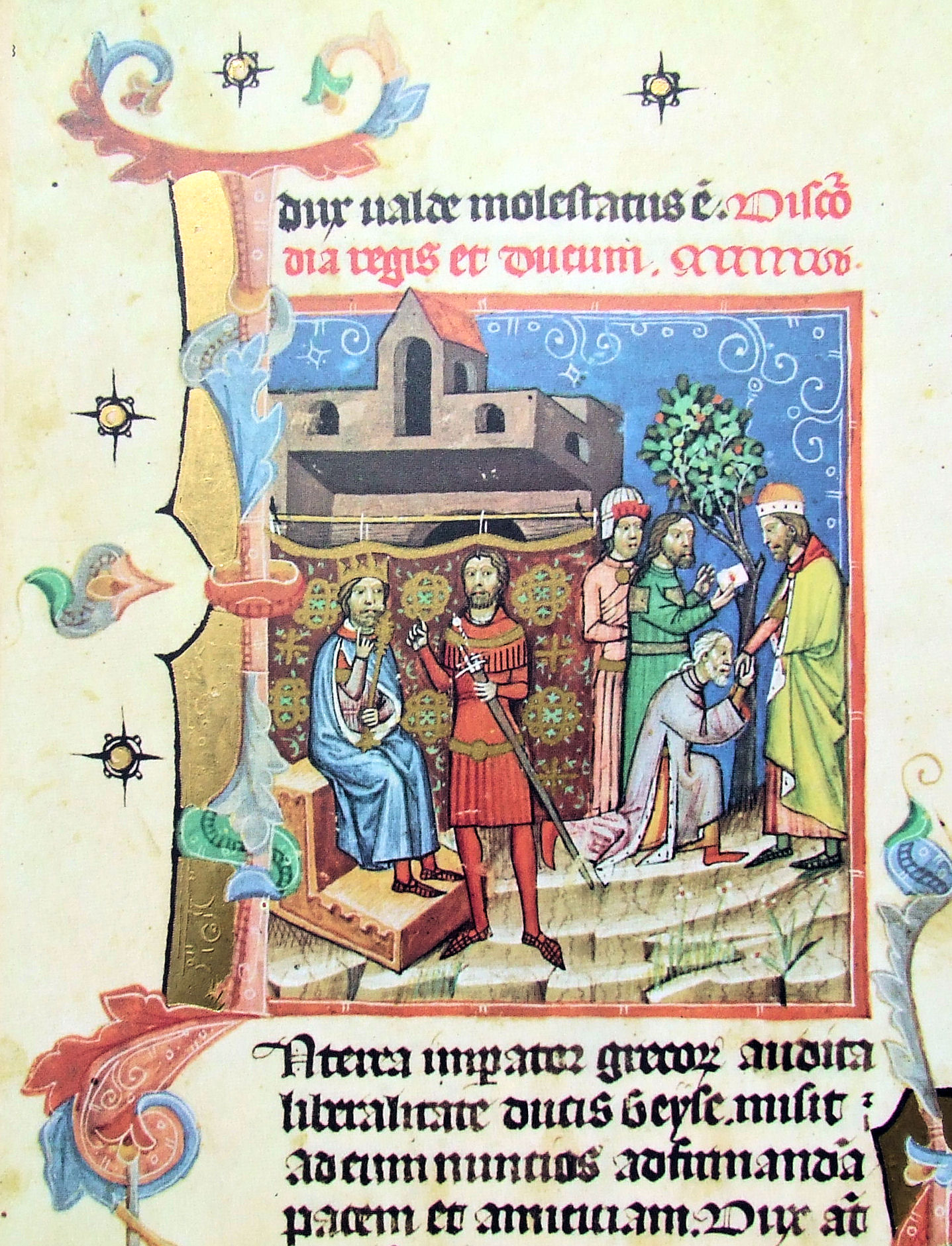
Ссора короля Шаламона с герцогом Гезой. Миниатюра из Иллюстрированной Хроники

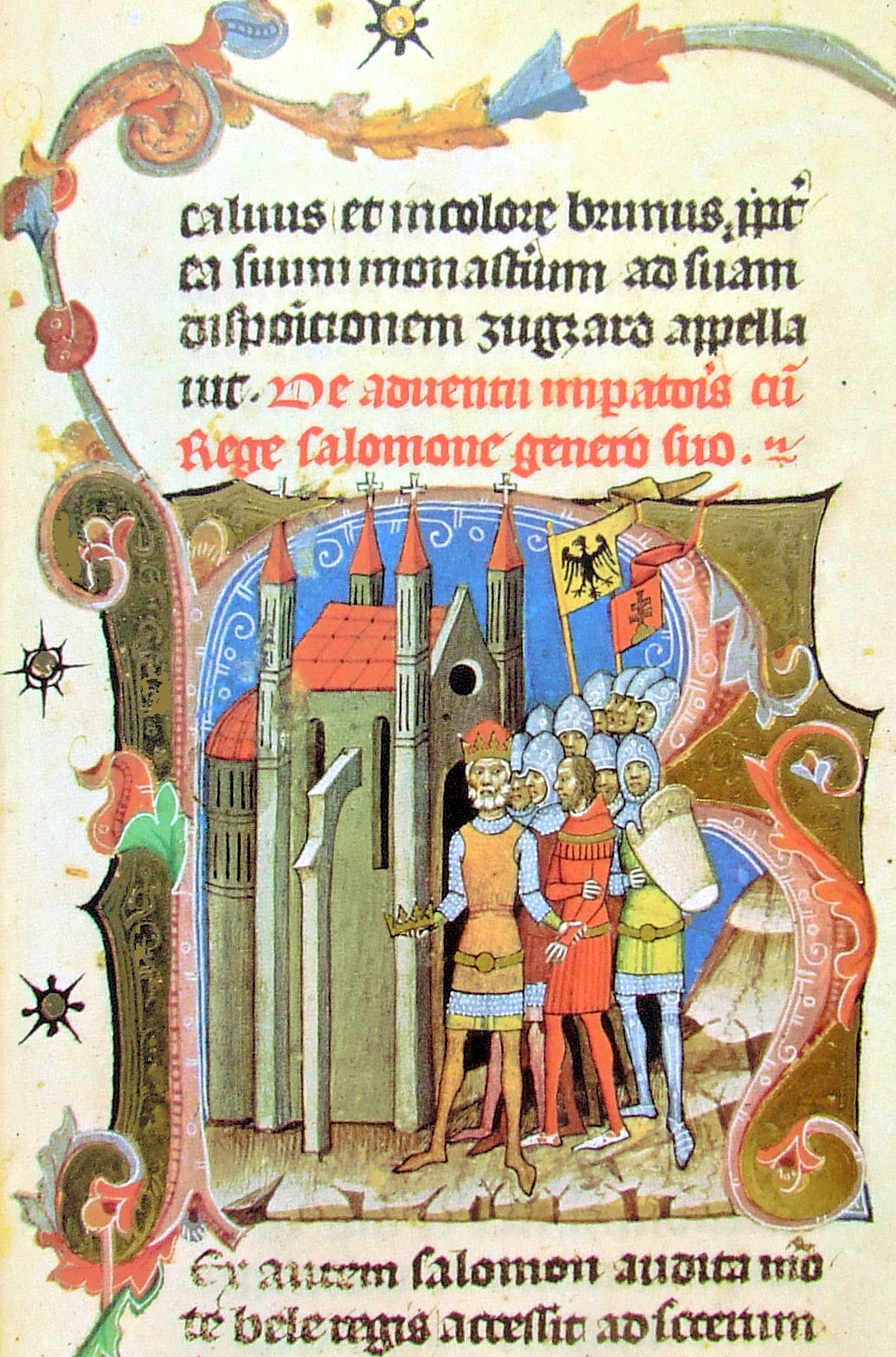
Шаламон с помощью немецких войск императора Генриха IV возвращается в Венгрию в 1063 году и становится королём

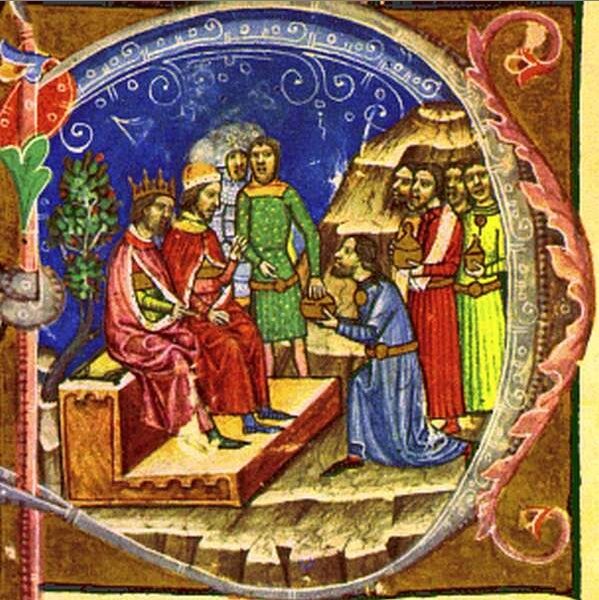
Шаломон и Геза получают подарки от жителей Ниша

Прекратив междоусобную войну и примирившись со своими двоюродными братьями, Шаламон смог сосредоточить силы королевства на отражении внешней угрозы, исходившей от вторгшихся в страну с востока кочевников-печенегов. Когда в 1068 году в битве при Керлеше (Трансильвания, территория нынешнего румынского уезда Быстрица-Нэсэуд) объединенное венгерское войско настигло возвращавшийся из грабительского набега печенежский отряд, Шаламон сам повел своих воинов в атаку, был ранен, но победа осталась за венграми.
Этот поход был не единственным совместным военным предприятием примирившихся друг с другом родичей. Так, например, Шаламон участвовал в войне своих двоюродных братьев с карантанцами и венецианцами (1067), защищая интересы славонского бана Дмитара Звонимира, женатого на родной сестре Гезы и Ласло Елене Красивой.
Однако, несмотря на все эти совместные боевые действия, доверие между Шаламоном и его двоюродными братьями так и не окрепло. Между ними то и дело вспыхивали конфликты, вплоть до вооруженных, с трудом улаживаемые при посредничестве церкви. Решительное столкновение Шаламона с Нитранским князем произошло 26 февраля 1074 года на Кемейской равнине, к северу от совр. Карцага. Победу одержал Шаламон, и разгромленный Геза едва смог спастись. О том, что сыновья Белы тоже готовились к войне с Шаламоном, свидетельствует та быстрота, с которой Ласло пришел на помощь брату и, к тому же, привел с собою польское войско, присланное его кузеном по материнской линии, все тем же герцогом Болеславом Смелым. С большим отрядом также прибыл чешский князь Отто I Красивый, владевший северной частью Моравии, женатый на сестре Гезы и Ласло Евфимии. 14 марта 1074 года в битве у Модьорода (в черте современного Будапешта) Геза и Ласло разбили войско Шаламона. Шаламон был вынужден бежать. Новым королём Венгрии стал Геза I.

### Борьба за корону

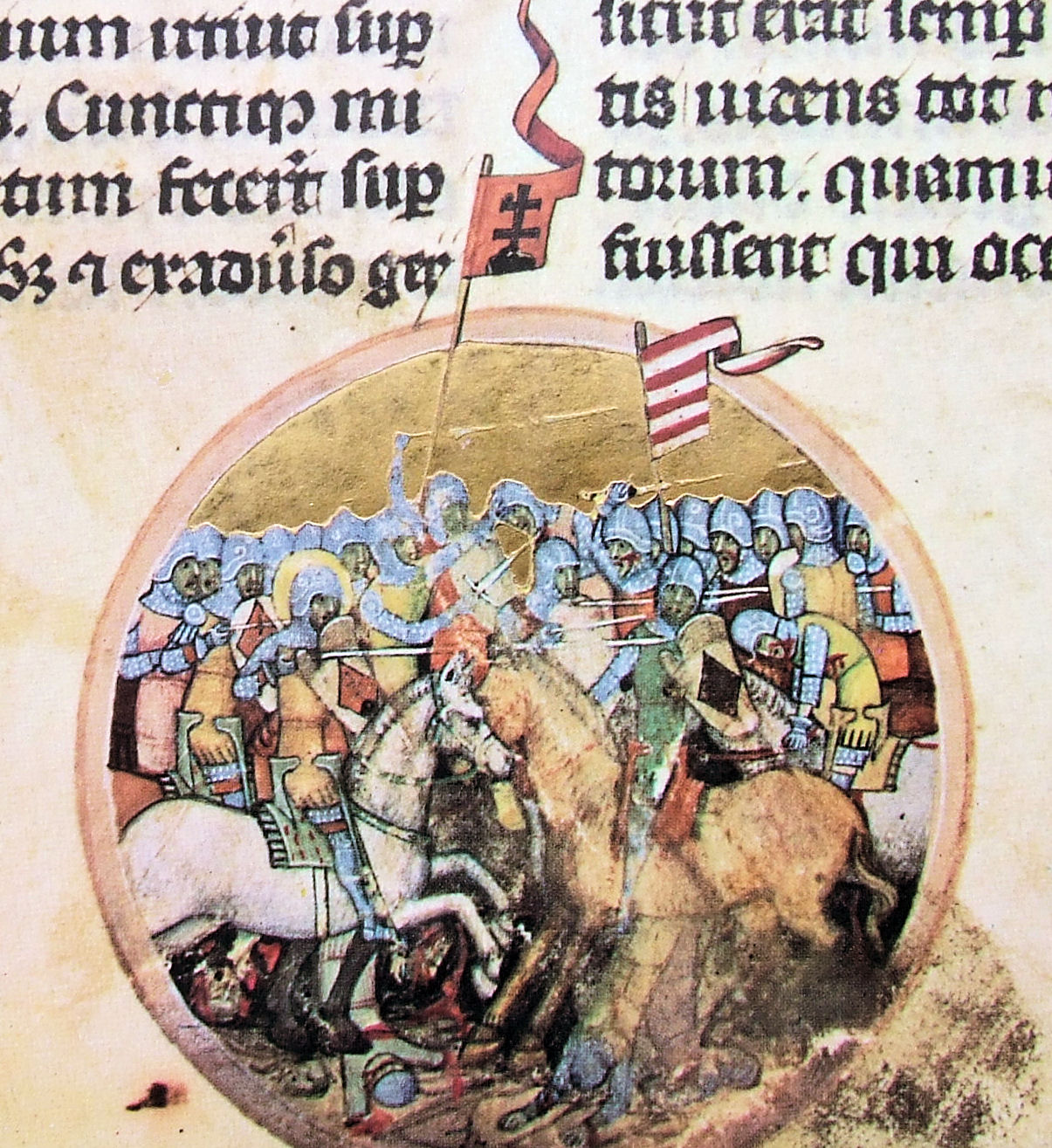
Битва у Мадьорда

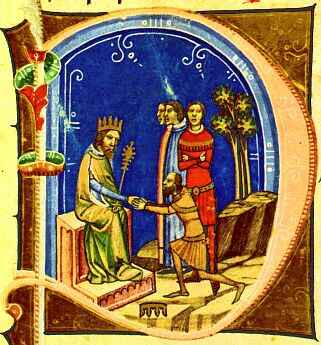
Шаламон обращается за помощью к императору Генриху IV

После разгрома под Модьородом Шаламон сохранил за собой северо-западную часть страны (комитаты Шопрон, Мошон и Пожонь), где он мог рассчитывать на помощь своего шурина Генриха IV, германского императора. Своей столицей он сделал Пожонь (современная Братислава) и храбро защищал её; неоднократно вызывал на поединок лучших воинов Гезы и всякий раз побеждал. Однако непрекращающаяся борьба Генриха IV с папой римским Григорием VII так и не позволила первому оказать сколь-нибудь существенную помощь зятю. Поход императорской армии в Венгрию в августе 1074 года закончился возле города Ваца: весть о восстании в Саксонии заставила немцев повернуть обратно; жена Шаламона Юдит предпочла вернуться в Германию с братом.
Со временем Шаламон убедился в полной безнадежности своего положения и в 1081 году капитулировал, получив взамен прощение своего двоюродного брата Ласло I, ставшего королём Венгрии после смерти своего старшего брата Гезы I (умер 25 апреля 1077 года). Вернувшись ко двору Ласло I, Шаламон не оставил надежду вернуть себе потерянный трон. Он попытался составить заговор против своего двоюродного брата, но был выдан и посажен в тюрьму (1083). В том же году Ласло вторично простил Шаламона по случаю канонизации (19 августа) Иштвана Арпада — первого короля и крестителя Венгрии.
Оказавшись на свободе, Шаламон снова попытался призвать на помощь своего шурина-императора, но получил отказ. Супруга Юдит не пожелала его видеть. Тогда Шаламон отправился из Германии на восток — к заклятым врагам венгров — печенегам. Он присоединился к орде печенежского хана Кётешка, кочевавшей на территории нынешней Молдавии. Хотя его жена Юдит была жива и до сих пор не разведена, Шаламон женился на дочери Кётешка. Пообещав отдать хану Трансильванию, Шаламон вторгся в Венгрию с востока в 1085 году, ведя за собою печенежскую орду. Ласло I встретил и на голову разгромил орду Кётешка под Кишвардой (Северо-Восток современной Венгрии). Шаламону снова пришлось спасаться бегством.

### Смерть Шаламона

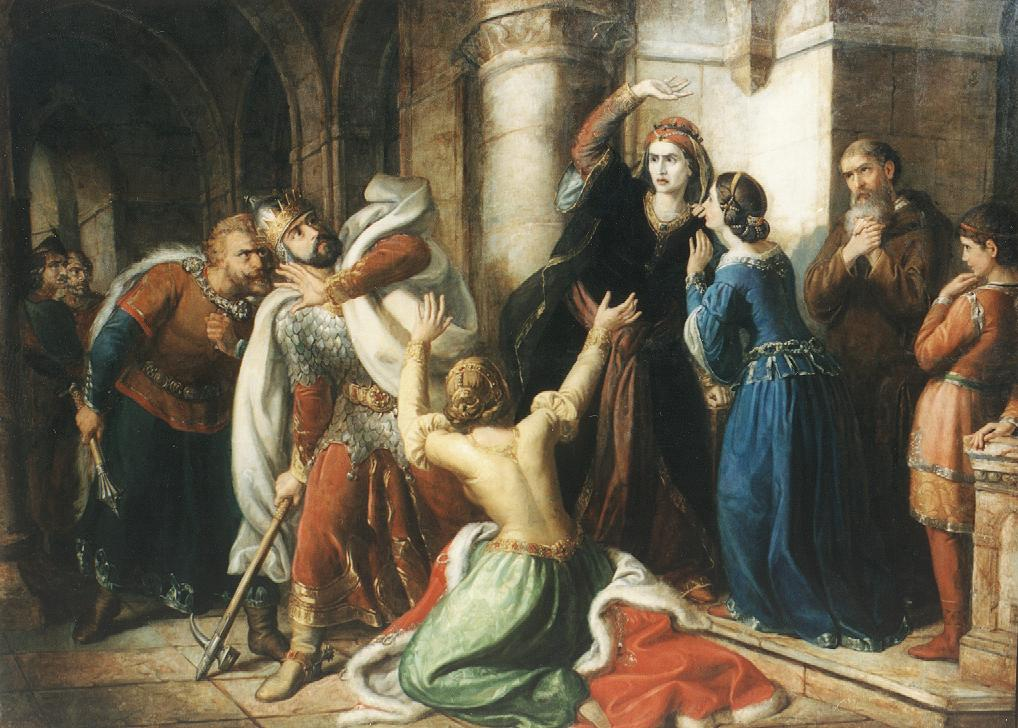
Орлаи Петрич Шома. Анастасия Ярославна проклинает своего сына Шаламона (1074 г.). (На переднем плане, спиною к зрителю, изображена королева Юдит.)

Окончательно потеряв надежду на возвращение Венгрии, Шаламон собрал отряд бродячих венгерских рыцарей и вместе с ними вернулся к печенегам. Вместе с ханом Челгу принял участие в походе на Византию. В битве под Хариополем (в марте 1087 года) печенеги были разбиты. Хан Челгу погиб, а Шаламон со своим отрядом тяжёлой кавалерии укрылся в разрушенной крепости, где его окружили греки. Утром следующего дня он попытался вырваться из окружения, но был убит греками, а его отряд изрублен.
В Хорватской Пуле бытовала легенда о том, что король Шаламон не погиб под Хариополем, но перешёл Дунай по льду и укрылся от греков в лесу. Переодевшись странствующим монахом, Шаламон пешком добрался до Пулы, где уже по-настоящему стал монахом и остаток жизни прожил отшельником. Жители Пулы долгое время хранили у себя глиняную кровать, на которой якобы спал бывший король. А во время празднования тысячелетия образования в Пуле епископства (в 1425 году) демонстрировали надгробный камень с надписью: «HIC REQUIESCIT ILLVSTRISSIMVS SALAMON REX PANNONIE».

## Значение для венгерской истории
Детей у Шаламона не было ни от королевы Юдит, ни от жены-печенежки (во всяком случае, о них ничего не известно), поэтому ветвь короля Андраша I на нем пресеклась. В дальнейшем власть над Венгрией оспаривали друг у друга потомки Белы I.
Переход власти к сыновьям и внукам Белы, а также неудачная борьба за престол послужили причиной того, что Шаламон остался в Венгерской истории беспринципным властолюбцем, попиравшим интересы отечества в угоду собственным амбициям. Есть даже легенда о том, что он был проклят собственной матерью за нарушение мирного договора с двоюродными братьями, хотя последние так же охотно прибегали к помощи поляков и чехов, когда речь заходила о защите их династийных интересов, и никогда не признавали законным вынужденный отказ своего отца от наследования Венгерского престола. Однако достоверно известно лишь то, что в конце своей жизни Анастасия Ярославна постриглась в монахини.

### В кинематографе
«Священная корона» (Венгрия, 2001). В роли короля Шоломона — Петер Хоркаи. Фильм начинается с последних лет правления венгерского короля Андраша I и провозглашения его сына Шаламона наследником престола; далее — начало правления Шаламона, примирившегося со своими двоюродными братьями Гезой и Ласло (коронация Шаламона в 1064 году, победные сражения объединённых сил трёх братьев с печенегами под Керлешем в 1068 году), затем — период ссор и военных столкновений короля Шаламона с объединёнными силами братьев Гезы и Ласло, завершающийся свержением Шаламона и провозглашением Гезы I королём Венгрии. Оставшаяся часть фильма посвящена событиям, времён правлений Гезы I и Ласло I (женитьба Ласло на дочери герцога Швабии Рудольфа; коронация Гезы I в 1075 году короной, присланной византийским императором Михаилом VII Дукой; жизнь Шаламона в изгнании и его заключение под стражу; смерть короля Гезы и воцарение Ласло I; канонизация и вскрытие гробницы первого короля Венгрии Иштвана, извлечение его короны из гробницы; освобождение королём Ласло I Шаламона из заключения; изготовление Священной короны венгерских королей путём соединения извлечённой из гробницы короны Иштавана с коронационной короной Гезы I; коронация Ласло I этой короной).